# Теряев, Пётр Иосифович
Пётр Иосифович Теряев (1922—1945) — советский лётчик штурмовой авиации в годы Великой Отечественной войны, Герой Советского Союза (19.05.1945). Гвардии майор (27.01.1945).  

## Биография
Пётр Теряев родился 15 июля (по данным учетно-послужной карты 29 июня) 1922 года в городе Каркаралинск (ныне — Карагандинская область Казахстана). Окончил девятиклассную среднюю школу на станции Жарма Жарминского района Семипалатинской области Казахской ССР в 1937 году и три курса Семипалатинского автодорожного техникума в 1940 году.
В декабре 1940 года был призван на службу в Рабоче-крестьянскую Красную Армию. В январе 1943 года он окончил 1-ю Чкаловскую военную авиационную школу пилотов им. К. Е. Ворошилова. В январе-феврале 1943 года проходил дополнительную подготовку в 43-м запасном авиационном полку (г. Кинель, Куйбышевская область). В феврале 1943 года зачислен пилотом в 225-й штурмовой авиационный полк, воевавший в то время на Южном фронте.
С марта 1943 года — на фронтах Великой Отечественной войны. В составе полка (18 марта 1943 года за подвиги личного состава во время Сталинградской битвы полку было присвоено гвардейское знамя и он получил наименование 76-й гвардейский штурмовой авиационный полк) воевал на Южном ( с октября 1943 — 4-м Украинском) и с июня 1944 года — на 3-м Белорусском фронтах. Участвовал в боевых действиях в Донбассе весной и летом 1943 года, в Миусской, Донбасской, Мелитопольской, Никопольско-Криворожской, Крымской, Белорусской,
Гумбиннен-Гольдапской, Восточно-Прусской и Восточно-Померанской наступательных операциях.
К октябрю 1944 года командир звена 76-го гвардейского штурмового авиаполка (1-й гвардейской штурмовой авиационной дивизии 1-й воздушной армии 3-го Белорусского фронта) гвардии капитан Пётр Теряев совершил 154 боевых вылета на штурмовку скоплений боевой техники и живой силы противника, нанеся ему большие потери в танках, бронетранспортёрах, автомашинах, артиллерийских орудиях и в живой силе. Провёл 27 воздушных боёв с истребителями противника, отбив все их атаки. За эти боевые заслуги был представлен к званию Героя Советского Союза.
Указом Президиума Верховного Совета СССР от 19 апреля 1945 года за «образцовое выполнение боевых заданий командования на фронте борьбы с немецкими захватчиками и проявленные при этом отвагу и геройство», гвардии капитану Пётру Теряеву посмертно было присвоено звание Героя Советского Союза.
Но о присвоении ему этого звания Пётр Теряев не узнал. 15 февраля 1945 года во время своего 191-го боевого вылета Ил-2 Теряева был подбит огнём зенитной артиллерии и лётчик направил горящую машину на скопление немецкой техники, погибнув при взрыве. Похоронен в польском городе Бранево на Военном советском кладбище.

## Награды
- Герой Советского Союза (19.04.1945)[7]
- Орден Ленина (19.04.1945)
- Четыре ордена Красного Знамени (27.08.1943, 14.03.1944, 15.08.1944, 17.02.1945)
- Орден Александра Невского (11.07.1944)
- Орден Отечественной войны 1-й степени (2.11.1944)[1]

## Память
- В городе Семей Восточно-Казахстанской области Казахстана на здании колледжа транспорта (бывшего Семипалатинского автомеханического техникума, в котором учился Герой) установлена мемориальная доска.[8][9]
- Имя П. И. Теряева присвоено Жарминской средней школе.[10]
- Именем П. И. Теряева названа одна из улиц города Каркаралинска.[11]